# 北郭乡 (安阳县)
北郭乡，是中华人民共和国河南省安陽市安阳县下辖的一个乡镇级行政单位。

## 行政区划
北郭乡下辖以下地区：
杨北郭村、豆官营村、东河干村、豆庄村、申庄村、武庄村、张王元村、王庄村、狄庄村、时辛庄村、宋辛庄村、吴辛庄村、牛辛庄村、郭孟辛庄村、邓庄村、耿铺村、堤圈村、徐北郭村、洋凡后街村、南郭村、北郭店村、龙凤村、李北郭村和洋凡前街村。